# Radnorshire
Radnorshire o Maldwyn (en galés: Sir Faesyfed) fue uno de los trece condados históricos de Gales, en la isla de Gran Bretaña del Reino Unido. En el censo de 2001 registró 24.805 habitantes.
Limitaba al norte con Montgomeryshire, al occidente con Cardiganshire, al sur y al surocciente con Brecknockshire, y oriente al nororiente con los condados ingleses de Shropshire y Herefordshire. En la actualidad ocupa la zona central del condado de Powys. 
Sus principales localidades son Knighton, Llandrindod Wells, y Presteigne and Rhayader.
Dentro de los eventos destacados que ocurrieron en sus tierras se encuentra la batalla de Bryn Glas, durante la rebelión de Owain Glyndwr en 1402.